# Переяславець
Переяславець на Дунаї — історичне місто на території сучасної Румунії, в межах історичної області Добруджа, яке стало столицею князя Святослава Ігоровича під час його походу 967—968 років проти Болгарського царства. За виразом Святослава у «Переяславці на Дунаї», була «середина» його землі. Згідно з Повістю минулих літ: «яко ту вся благая сходятся: от Грек злато, поволоки, вина и овощеве разноличныя, из Чех же, из Угор сребро и комони, из Руси же скора и воск, мед и челядь» (Полное собрание русских летописей. М., 1965. Т. 17. Стб. 67). Це місто повинне було стати столицею величезної слов'янської держави.
За однією із версій, Переяславець розташовувався в східному румунському повіті Тульчі, за 10 км на південний схід від її центра над Георгіївським гирлом Дунаю. Археологічні знахідки пагорбів села Нуферу свідчать про руське місто. Стара назва села Пріслав була змінена в 1968 році комуністичною владою Румунії, що проводила політику деслов'янизації Румунії.
Μικρᾶ Πρεσθλάβα. Болгарський історик Васил Н. Златарскі визначав місцезнаходження Переяславця на Дунаї в Добруджі, нижче за течією від румунського міста Чернавода. Торговий річковий порт Преславец отримав популярність і значення торгового центру лише в XI столітті, часу створення перших руських літописів.